# 9102 Foglar
9102 Foglar (1996 XS18) là một tiểu hành tinh vành đai chính được phát hiện ngày 12 tháng 12 năm 1996 bởi M. Tichy và Z. Moravec ở Klet. Tênd to the honor thuộc Czech writer Jaroslav Foglar.